# Pijanów-Kolonia
Pijanów-Kolonia – część wsi Pijanów w Polsce, położona w województwie świętokrzyskim, w powiecie koneckim, w gminie Słupia Konecka.
W latach 1975–1998 Pijanów-Kolonia administracyjnie należała do województwa kieleckiego.